# 沙爾基卡拉阿奇
沙爾基卡拉阿奇是土耳其的城鎮，由伊斯帕爾塔省負責管轄，位於該國西南部，距離安塔利亞150公里，面積827平方公里，海拔高度約1,200米，2010年人口9,849。

## 外部連結
- District governor's official website （页面存档备份，存于） （土耳其文）

38°04′N 31°22′E / 38.067°N 31.367°E